# John O'Flynn (bispo)
John O'Flynn, DD foi um irlandês que serviu inicialmente como pároco em Curry, Condado de Sligo e depois como bispo de Achonry de 1809 até à sua morte no dia 18 de julho de 1817.